# Michaëlla Krajicek
Michaëlla Krajicek (ur. 9 stycznia 1989 w Delfcie) – holenderska tenisistka, ćwierćfinalistka Wimbledonu z roku 2007.
Już jako juniorka osiągnęła znaczące sukcesy: zwyciężyła w turnieju singla juniorek na US Open 2004, a rok wcześniej była finalistką tej imprezy. Z kolei na Roland Garros triumfowała w juniorskim deblu w 2004 w parze z Kateřiną Böhmovą. Rok ten zakończyła na 1. miejscu światowego rankingu juniorek.

## Kariera tenisowa
Od 2005 roku zaczęła regularnie występować w turniejach cyklu WTA Tour i mimo młodego wieku zdążyła już wygrać trzy z nich, pierwszy w Taszkencie.
Na początku 2006, w parze z Peterem Wesselsem była bliska sięgnięcia po Puchar Hopmana, jednak ostatecznie ulegli w finale parze amerykańskiej Lisa Raymond, Taylor Dent. Kilka dni później, w wielkoszlemowym Australian Open, Krajicek doszła po raz pierwszy do 3. rundy, gdzie odpadła z późniejszą triumfatorką, Amélie Mauresmo, poddając mecz po przegranym pierwszym secie, z powodu udaru słonecznego.
Rok ten był przełomowy w karierze młodej Holenderki, która zdobyła kolejne dwa tytuły w grze pojedynczej (między innymi w ojczystym ’s-Hertogenbosch, w finale z Dinarą Safiną). W Miami pokonała Lucie Šafářovą. Kolejne występy wielkoszlemowe kończyła jednak już na pierwszej rundzie. Lepszy wynik odnotowała na hali w Stuttgarcie, przegrywając z finalistką Tatianą Golovin w ćwierćfinale. Na koniec sezonu doszła do półfinału w Hasselt, pokonując kolejno Marę Santangelo, Caroline Maes i Anę Ivanović, ulegając dopiero Kai Kanepi. Bilans meczów w roku 2006 to 27 wygranych i 18 przegranych. W grze podwójnej wygrała turnieje w Palermo i Budapeszcie, ponadto była w finale w Antwerpii.
Sezon 2007 nie zaczął się dla pierwszej rakiety Holandii obiecująco. W czterech pierwszych startach wygrała zaledwie jedno spotkanie przeciwko Martinie Müller w Antwerpii. Następnie kilka razy zakończyła występ na drugiej rundzie, by dojść do ćwierćfinału w Charleston (wygrała z najwyżej rozstawioną Nicole Vaidišovą, ograła też Sybille Bammer). W kilku kolejnych występach, między innymi na French Open, trafiała we wczesnych fazach na siostry Williams, z którymi przegrywała. Prawdziwie udany był dla Michaelli sezon na trawie, bo choć rozpoczęła go porażką w pierwszej rundzie w Birmingham, to zwieńczyła ćwierćfinałem Wimbledonu (pokonała Annę Czakwetadze, Laurę Granville, uległa późniejszej finalistce Marion Bartoli). Jest to jej najlepszy wynik w zawodowej karierze tenisowej. W grze podwójnej na Wimbledonie w parze z Agnieszką Radwańską doszły do trzeciej rundy.

## Życie prywatne
Jest przyrodnią siostrą zwycięzcy Wimbledonu 1996 - Richarda Krajicka. Obecnie związana z niemieckim tenisistą Martinem Emmrichem. Para zaręczyła się podczas turnieju w ’s-Hertogenbosch.

## Finały turniejów WTA
| Legenda                     | Legenda |
| --------------------------- | ------- |
| Wielki Szlem                |         |
| Igrzyska olimpijskie        |         |
| WTA Tour Championships      |         |
| 1988 – 2008                 |         |
| Kategoria I                 |         |
| Kategoria II                |         |
| Kategoria III               |         |
| Kategoria IV                |         |
| Kategoria V                 |         |
| 2009 – 2020                 |         |
| WTA Premier Mandatory       |         |
| WTA Premier 5               |         |
| WTA Premier                 |         |
| WTA International Series    |         |
| WTA 125K series (2012–2020) |         |

### Gra pojedyncza 3 (3-0)
| Końcowy wynik | Nr | Data                | Turniej          | Nawierzchnia | Przeciwniczka      | Wynik finału  |
| ------------- | -- | ------------------- | ---------------- | ------------ | ------------------ | ------------- |
| Zwyciężczyni  | 1. | 9 października 2005 | Taszkent         | Twarda       | Akgul Amanmuradova | 6:0, 4:6, 6:3 |
| Zwyciężczyni  | 2. | 13 stycznia 2006    | Hobart           | Twarda       | Iveta Benešová     | 6:2, 6:1      |
| Zwyciężczyni  | 3. | 24 czerwca 2006     | 's-Hertogenbosch | Trawiasta    | Dinara Safina      | 6:3, 6:4      |

### Gra podwójna 17 (6-11)
| Końcowy wynik | Nr  | Data                 | Turniej          | Nawierzchnia  | Partnerka           | Przeciwniczki                             | Wynik finału      |
| ------------- | --- | -------------------- | ---------------- | ------------- | ------------------- | ----------------------------------------- | ----------------- |
| Finalistka    | 1.  | 30 kwietnia 2005     | Estoril          | Ceglana       | Henrieta Nagyová    | Li Ting Sun Tiantian                      | 3:6, 1:6          |
| Finalistka    | 2.  | 30 października 2005 | Hasselt          | Twarda (hala) | Ágnes Szávay        | Katarina Srebotnik Émilie Loit            | 3:6, 4:6          |
| Finalistka    | 3.  | 19 lutego 2006       | Antwerpia        | Twarda (hala) | Stéphanie Foretz    | Dinara Safina Katarina Srebotnik          | 1:6, 1:6          |
| Zwyciężczyni  | 1.  | 22 lipca 2006        | Palermo          | Ceglana       | Janette Husárová    | Alice Canepa Giulia Gabba                 | 6:0, 6:0          |
| Zwyciężczyni  | 2.  | 30 lipca 2006        | Budapeszt        | Ceglana       | Janette Husárová    | Lucie Hradecká Renata Voráčová            | 4:6, 6:4, 6:4     |
| Finalistka    | 4.  | 3 maja 2008          | Praga            | Ceglana       | Jill Craybas        | Andrea Hlaváčková Lucie Hradecká          | 6:1, 3:6, 6-10    |
| Zwyciężczyni  | 3.  | 20 lipca 2008        | 's-Hertogenbosch | Trawiasta     | Marina Erakovic     | Līga Dekmeijere Angelique Kerber          | 6:3, 6:2          |
| Finalistka    | 5.  | 22 lutego 2009       | Memphis          | Twarda (hala) | Juliana Fedak       | Wiktoryja Azaranka Caroline Wozniacki     | 1:6, 6:7(2)       |
| Finalistka    | 6.  | 19 czerwca 2009      | 's-Hertogenbosch | Trawiasta     | Yanina Wickmayer    | Sara Errani Flavia Pennetta               | 4:6, 7:5, 11-13   |
| Zwyciężczyni  | 4.  | 21 lutego 2010       | Memphis          | Twarda (hala) | Vania King          | Bethanie Mattek-Sands Meghann Shaughnessy | 7:5, 6:2          |
| Finalistka    | 7.  | 18 kwietnia 2010     | Charleston       | Ceglana       | Vania King          | Liezel Huber Nadieżda Pietrowa            | 3:6, 4:6          |
| Finalistka    | 8.  | 30 kwietnia 2011     | Estoril          | Ceglana       | Eleni Daniilidu     | Alisa Klejbanowa Galina Woskobojewa       | 4:6, 2:6          |
| Finalistka    | 9.  | 5 maja 2012          | Budapeszt        | Ceglana       | Eva Birnerová       | Janette Husárová Magdaléna Rybáriková     | 4:6, 2:6          |
| Zwyciężczyni  | 5.  | 10 sierpnia 2012     | Suzhou           | Twarda        | Tímea Babos         | Han Xinyun Eri Hozumi                     | 6:2, 6:2          |
| Finalistka    | 10. | 4 stycznia 2014      | Auckland         | Twarda        | Lucie Hradecká      | Sharon Fichman Maria Sanchez              | 6:2, 0:6, 4-10    |
| Zwyciężczyni  | 6.  | 24 maja 2014         | Norymberga       | Ceglana       | Karolína Plíšková   | Raluca Olaru Szachar Pe’er                | 6:0, 4:6, 10-6    |
| Finalistka    | 11. | 20 czerwca 2014      | ’s-Hertogenbosch | Trawiasta     | Kristina Mladenovic | Marina Erakovic Arantxa Parra Santonja    | 6:0, 6:7(5), 8-10 |

## Finały juniorskich turniejów wielkoszlemowych

### Gra pojedyncza (2)
| Końcowy wynik | Rok  | Turniej | Nawierzchnia | Przeciwniczka    | Wynik finału |
| Finalistka    | 2003 | US Open | Twarda       | Kirsten Flipkens | 3:6, 5:7     |
| Zwyciężczyni  | 2004 | US Open | Twarda       | Jessica Kirkland | 6:1, 6:1     |

### Gra podwójna (4)
| Końcowy wynik | Rok  | Turniej     | Nawierzchnia | Partnerka        | Przeciwniczki                       | Wynik finału  |
| Finalistka    | 2003 | French Open | Ceglana      | Kateřina Böhmová | Marta Fraga-Perez A. González-Peñas | 0:6, 3:6      |
| Finalistka    | 2003 | Wimbledon   | Trawiasta    | Kateřina Böhmová | Alisa Klejbanowa Sania Mirza        | 6:2, 3:6, 2:6 |
| Zwyciężczyni  | 2004 | French Open | Ceglana      | Kateřina Böhmová | Irina Kotkina Jarosława Szwiedowa   | 6:3, 6:2      |
| Zwyciężczyni  | 2004 | US Open     | Twarda       | Marina Erakovic  | Mădălina Gojnea Monica Niculescu    | 7:6, 6:0      |